# Liste der Auszeichnungen von Girls’ Generation

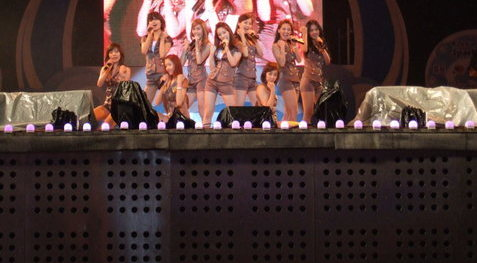
Girls’ Generation

Diese Liste ist eine Übersicht über die Auszeichnungen und Nominierungen der südkoreanischen Popgruppe Girls’ Generation. Die Gruppe ist nach dem Guinness-Buch der Rekorde 2018 Weltrekordhalter in der Kategorie Most Awards Won für 13 Preise bei den Melon Music Awards.

## Golden Disk Awards
| Jahr | Kategorie                   | für                  | Resultat  |
| ---- | --------------------------- | -------------------- | --------- |
| 2007 | Anycall Newcomer Award      | Girls’ Generation    | Gewonnen  |
| 2007 | Anycall Popularity Award    | Girls’ Generation    | Gewonnen  |
| 2009 | Digital Daesang Award       | „Sowoneul Malhaebwa“ | Gewonnen  |
| 2009 | Digital Bonsang Award       | „Gee“                | Gewonnen  |
| 2009 | Populärster Künstler        | Girls’ Generation    | Nominiert |
| 2010 | Disk Daesang (Bestes Album) | Oh!                  | Gewonnen  |
| 2010 | Disk Bonsang                | Oh!                  | Gewonnen  |
| 2010 | Digital Bonsang Award       | „Oh!“                | Nominiert |
| 2010 | Digital Bonsang Award       | „Run Devil Run“      | Nominiert |
| 2010 | Populärster Künstler        | Girls’ Generation    | Gewonnen  |

## High1 Seoul Music Awards
| Jahr | Kategorie              | für               | Resultat  |
| ---- | ---------------------- | ----------------- | --------- |
| 2008 | High1 Music Award      | Girls’ Generation | Gewonnen  |
| 2008 | Best New Artist        | Girls’ Generation | Gewonnen  |
| 2008 | Popularitätspreis      | Girls’ Generation | Nominiert |
| 2010 | Daesang (Großer Preis) | Gee               | Gewonnen  |
| 2010 | Bonsang (Hauptpreis)   | Gee               | Gewonnen  |
| 2010 | Digital Music Award    | Gee               | Gewonnen  |
| 2010 | Popularitätspreis      | Girls’ Generation | Nominiert |
| 2011 | Daesang Award          | Run Devil Run     | Gewonnen  |
| 2011 | Bonsang Award          | Run Devil Run     | Gewonnen  |
| 2011 | Hallyu Special Award   | Girls’ Generation | Gewonnen  |
| 2011 | Popularitätspreis      | Girls’ Generation | Gewonnen  |

## Japan Gold Disc Award
| Jahr | Kategorie                         | für               | Resultat |
| ---- | --------------------------------- | ----------------- | -------- |
| 2011 | Best Five New Artists (domestic)  | Girls’ Generation | Gewonnen |
| 2011 | New Artist of the Year (domestic) | Girls’ Generation | Gewonnen |

## Japan Record Award
| Jahr | Kategorie       | für               | Resultat |
| ---- | --------------- | ----------------- | -------- |
| 2010 | New Artist      | Girls’ Generation | Gewonnen |
| 2010 | Best New Artist | Girls’ Generation | Gewonnen |

## KBS Music Festival
| Jahr | Kategorie        | für   | Resultat  |
| ---- | ---------------- | ----- | --------- |
| 2009 | Song of the Year | „Gee“ | Nominiert |
| 2010 | Song of the Year | „Oh!“ | Gewonnen  |

## Korean Entertainment Arts Awards
| Jahr | Kategorie             | für               | Resultat |
| ---- | --------------------- | ----------------- | -------- |
| 2007 | Best New Female Group | Girls’ Generation | Gewonnen |
| 2008 | Best Female Group     | Girls’ Generation | Gewonnen |
| 2010 | Best Female Group     | Girls’ Generation | Gewonnen |

## Korean Music Awards
| Jahr | Kategorie              | für               | Resultat |
| ---- | ---------------------- | ----------------- | -------- |
| 2010 | Lied des Jahres        | „Gee“             | Gewonnen |
| 2010 | Musikgruppe des Jahres | Girls’ Generation | Gewonnen |

## Melon Music Awards
| Jahr | Kategorie                | für               | Resultat |
| ---- | ------------------------ | ----------------- | -------- |
| 2009 | Artist of The Year       | Girls’ Generation | Gewonnen |
| 2009 | Top 10                   | Girls’ Generation | Gewonnen |
| 2009 | Smart Radio              | Girls’ Generation | Gewonnen |
| 2009 | Mobile Music             | „Gee“             | Gewonnen |
| 2009 | Song of the Year         | „Gee“             | Gewonnen |
| 2009 | Odyssey                  | „Gee“             | Gewonnen |
| 2010 | Artist of the Year       | Girls’ Generation | Gewonnen |
| 2010 | Top 10                   | Girls’ Generation | Gewonnen |
| 2010 | bestgekleideter Künstler | Girls’ Generation | Gewonnen |
| 2010 | Trend                    | „Hoot“            | Gewonnen |
| 2011 | Global Artist            | Girls’ Generation | Gewonnen |

## Mnet Asian Music Awards
| Jahr | Kategorie                             | für                 | Resultat  |
| ---- | ------------------------------------- | ------------------- | --------- |
| 2007 | Artist of the Year                    | Girls’ Generation   | Nominiert |
| 2007 | Best New Female Group                 | Girls’ Generation   | Nominiert |
| 2007 | Auction Netizen Popularity Award      | Girls’ Generation   | Nominiert |
| 2007 | Mnet.com Award                        | Girls’ Generation   | Nominiert |
| 2007 | Song of the Year                      | „Girls’ Generation“ | Nominiert |
| 2007 | Mobile Popularity Award               | „Girls’ Generation“ | Nominiert |
| 2008 | Artist of the Year                    | Girls’ Generation   | Nominiert |
| 2008 | Best Female Group                     | Girls’ Generation   | Nominiert |
| 2008 | Auction Netizen Popularity Award      | Girls’ Generation   | Nominiert |
| 2008 | Auction Style Award                   | Girls’ Generation   | Nominiert |
| 2008 | Song of the Year                      | „Kissing You“       | Nominiert |
| 2008 | Best Dance                            | „Kissing You“       | Nominiert |
| 2008 | Auction Mobile Popularity Award       | „Kissing You“       | Nominiert |
| 2009 | Artist of the Year                    | Girls’ Generation   | Nominiert |
| 2009 | Best Female Group                     | Girls’ Generation   | Nominiert |
| 2009 | CGV Popularity Award                  | Girls’ Generation   | Nominiert |
| 2009 | Song of the Year                      | „Gee“               | Nominiert |
| 2009 | Best Dance                            | „Gee“               | Nominiert |
| 2009 | Mobile Popularity Award               | „Gee“               | Nominiert |
| 2009 | Overseas Viewers’ Award               | „Gee“               | Nominiert |
| 2010 | Artist of the Year                    | Girls’ Generation   | Nominiert |
| 2010 | Best Female Group                     | Girls’ Generation   | Nominiert |
| 2010 | Hallyu-Preis                          | Girls’ Generation   | Nominiert |
| 2011 | Artist of the Year                    | Girls’ Generation   | Gewonnen  |
| 2011 | Best Female Group                     | Girls’ Generation   | Gewonnen  |
| 2011 | Best Dance Performance – Female Group | The Boys            | Nominiert |
| 2011 | Album of the Year                     | The Boys            | Nominiert |
| 2011 | Song of the Year                      | The Boys            | Nominiert |
| 2013 | Best Female Group                     | Girls’ Generation   | Gewonnen  |
| 2013 | Artist of the Year                    | Girls’ Generation   | Nominiert |
| 2013 | Best Dance Performance - Female Group | I Got a Boy         | Nominiert |

Anmerkung: Vor 2009 hieß die Verleihung Mnet KM Music Festival.

## MTV Video Music Awards Japan
| Jahr | Kategorie              | für     | Resultat  |
| ---- | ---------------------- | ------- | --------- |
| 2011 | Best Video of the Year | „Genie“ | Nominiert |
| 2011 | Best Group Video       | „Genie“ | Gewonnen  |
| 2011 | Best Karaokee! Song    | „Genie“ | Gewonnen  |

## Nickelodeon Korea Kids Choice Awards
| Jahr | Kategorie           | für               | Resultat  |
| ---- | ------------------- | ----------------- | --------- |
| 2008 | Best Female Singer  | Girls’ Generation | Nominiert |
| 2008 | Best Wannabe Artist | Girls’ Generation | Nominiert |
| 2009 | Best Female Singer  | Girls’ Generation | Gewonnen  |

## Yahoo! Asian Buzz Awards
| Jahr | Kategorie                    | für                        | Resultat  |
| ---- | ---------------------------- | -------------------------- | --------- |
| 2009 | Top Buzz Star: Female Singer | Girls’ Generation          | Gewonnen  |
| 2010 | Top Buzz Star: Female Singer | Girls’ Generation          | Gewonnen  |
| 2010 | Top Buzz Music Video         | „Gee“-Musikvideo           | Nominiert |
| 2010 | Top Buzz Music Video         | „Oh!“-Musikvideo           | Gewonnen  |
| 2010 | Top Buzz Music Video         | „Run Devil Run“-Musikvideo | Nominiert |

## Weitere Auszeichnungen und Nominierungen
| Jahr | Verleihung/Auszeichnung                               | Kategorie                             | für                      | Resultat  |
| ---- | ----------------------------------------------------- | ------------------------------------- | ------------------------ | --------- |
| 2008 | Mnet 20's Choice Awards                               | Hot Sweet Music Award                 | „Kissing You“            | Gewonnen  |
| 2008 | MTV Asian Music Awards                                | Best Korean Artist                    | Girls’ Generation        | Nominiert |
| 2009 | Incheon Culture Day Ceremony                          | Young Artist Award                    | Girls’ Generation        | Gewonnen  |
| 2009 | 17th Korean Cultural Entertainment Awards             | Artist Daesang                        | Girls’ Generation        | Gewonnen  |
| 2009 | Congress Daesang Ceremony                             | Pop Music Award                       | Girls’ Generation        | Gewonnen  |
| 2009 | 2009 MBC Entertainment Awards                         | Special Award (Best Singer)           | Girls’ Generation        | Gewonnen  |
| 2009 | GOM Music Chart                                       | bestes Musikvideo                     | „Gee“-Musikvideo         | Gewonnen  |
| 2010 | Korean Ministry of Culture and Tourism                | Content Industry Award (Sonderehrung) | Girls’ Generation        | Gewonnen  |
| 2010 | Hanteo Award                                          | Singer Award                          | Girls’ Generation        | Gewonnen  |
| 2010 | Korea Advertising Awards                              | Best Advertising Models Award         | Girls’ Generation        | Gewonnen  |
| 2010 | Proud Korean Awards                                   | Art Category                          | Girls’ Generation        | Gewonnen  |
| 2010 | 2nd Korean Wave Industry Award                        | Pop Culture Award                     | Girls’ Generation        | Gewonnen  |
| 2010 | Billboard Japan Music Awards                          | Excellent Pop Artist                  | Girls’ Generation        | Nominiert |
| 2011 | 6th Asia Model Festival Award                         | Asiens Größter Star                   | Girls’ Generation        | Gewonnen  |
| 2011 | Korean Association of Seoul Artists & Culture (KASAC) | Best Pop Artist Award                 | Oh!                      | Gewonnen  |
| 2011 | 2010 Space Shower Music Video Awards                  | Best Pop Video                        | „Genie“-Musikvideo       | Gewonnen  |
| 2013 | YouTube Music Awards                                  | Video of the Year                     | "I Got a Boy"-Musikvideo | Gewonnen  |